# 恩巴勒斯 (伊利諾伊州)
恩巴勒斯（英語：Embarras）是位於美國伊利諾伊州科爾斯縣的一個非建制地區。該地的面積和人口皆未知。

## 地理
恩巴勒斯的座標為39°31′02″N 88°05′28″W / 39.51722°N 88.09111°W，而該地的平均海拔高度為201米（即659英尺）。